# 华中科技大学光学与电子信息学院
光学与电子信息学院，简称光电子学院，创办于2012年。该学院为原来的光电子科学与工程学院和电子科学与技术系合并组建。